# Heinrich Studentkowski
Heinrich Studentkowski (* 10. Dezember 1938 in Dresden; † 19. November 2000 in Bitburg) war ein deutscher Politiker (SPD).

## Leben
Er war der Sohn des sächsischen NSDAP-Gauschulungsleiters Werner Studentkowski (1903–1951), der nach dem Zweiten Weltkrieg unter dem Namen Walter Strohschneider lebte. Heinrich war von Beruf Lehrer. Er studierte von 1957 bis 1965. Von 1990 bis 1993 war Leiter des Cusanus-Gymnasiums in Wittlich.
Studentkowski gehörte der SPD in Bitburg an. Er saß von 1979 bis 1987 im Landtag von Rheinland-Pfalz. 1997 wurde er Regierungspräsident von Trier, 2000 war er Präsident der Nachfolgebehörde, der Aufsichts- und Dienstleistungsdirektion in Trier.